# Jean Waline
Jean Waline (né à Thionville le 18 août 1933 et mort le 23 juin 2022 à Strasbourg) est un professeur de droit et un homme politique français.

## Biographie
Fils de Marcel Waline (universitaire français et ancien membre du Conseil constitutionnel), Jean Waline est agrégé des Facultés de droit (Section de droit public), ancien président et professeur émérite de l’Université Robert-Schuman de Strasbourg.
Universitaire, il fut l'objet, en 2002, de son vivant des Mélanges offerts à Jean Waline (dont les actes sont publiés par l'éditeur Dalloz), par de célèbres universitaires, au rang desquels Louis Favoreu. Il est l'auteur (avec Jean Rivero jusqu'en 1991) des 26 éditions du « Précis Dalloz » de droit administratif.
Membre du Conseil scientifique de la Fondation Louise Weiss, Jean Waline préside également, de 2005 à 2011 le très prestigieux Institut international des droits de l'homme.
Homme politique qualifié par la presse de « bretteur redoutable en quête d'une [...] large reconnaissance populaire » , il fut à la pointe du combat pour la LGV Est européenne en sa qualité de vice-président du Conseil général du Bas-Rhin chargé des transports, initiant ainsi le mouvement « SOS TGV », avec un appel au Premier ministre ainsi qu'une pétition. Entré en politique en 1977, il essuie une défaite surprise aux élections cantonales 2008 face à un jeune candidat, Olivier Bitz.

### Carrière universitaire
- de 1971 à 1976 : président de l'Université Robert-Schuman
- de 1973 à 1986 : membre du Comité de décentralisation de la DATAR
- en 1976 : membre de la Commission de développement des responsabilités locales (dite Commission Guichard)
- de 1995 à 1998 : président de la juridiction disciplinaire nationale compétente à l'égard des personnels enseignants et hospitaliers des CHU[7]
- de 2005 à 2011 : président de l'Institut international des droits de l'homme
- Membre du Conseil scientifique de la Fondation Louise Weiss

### Carrière politique
- de 1977 à 1983 puis de 1989 à 1995 : conseiller municipal de Strasbourg
- de 1977 à 1983 puis de 1989 à 1995 : conseiller de la Communauté Urbaine de Strasbourg
- de 1986 à 1998 : président de la Commission du Développement économique et des Grands équipements du Conseil régional d'Alsace,
- de 1988 à 2008 : conseiller général du 4e canton de Strasbourg  et vice-président du Conseil général du Bas-Rhin

## Distinctions
- Commandeur de la Légion d'honneur, promotion du 1er janvier 2012
  -  Officier de la Légion d'honneur, insignes remises le 23 mars 2003 par la président de la République Jacques Chirac
  -  Chevalier de la Légion d'honneur en 1994
- Commandeur de l'ordre national du Mérite depuis le 7 mai 2007[8]

## Publications

### Ouvrages
- Précis de droit administratif (26e édition, Dalloz/Sirey)
- Les Établissements de santé privés à but non lucratif (étude juridique, en collaboration avec Éric Rossini et François Babinet)
- Gouverner, administrer, juger - Liber amicorum (Dalloz)
- Notes d'arrêts de Marcel Waline, volume 1 : Les bases du droit administratif (sources des règles sujets actes) (Dalloz)

### Articles
- « Le Médiateur est admirablement placé pour détecter les failles de notre système législatif et réglementaire » (« Les entretiens du médiateur »)[9]
- « Le rôle du juge administratif dans la détermination de l'utilité publique justifiant l'expropriation » (Mélanges Marcel Waline), 1974)
- « Les révisions de la Constitution de 1958 » (Mélanges Philippe Ardant), ed. LGDJ)
- « À propos de la loi Constitutionnelle du 28 mars 2003 » (Mélanges Paul Amselek), éd. Bruylant, 2005)
- « Le rejet par la France de la Constitution européenne » (Mélanges Jean Gicquel), éd. Lextenso, 2005)